# المقبرة الملكية في أور
المقبرة الملكية في أور هي موقع أثري في محافظة ذي قار في جنوب العراق. أولى الحفريات في أور وقعت بين 1922 و 1934 تحت إشراف ليونارد وولي بالتعاون مع المتحف البريطاني وجامعة بنسلفانيا متحف الآثار والأنثروبولوجيا في فيلادلفيا بولاية بنسلفانيا.

## اكتشاف

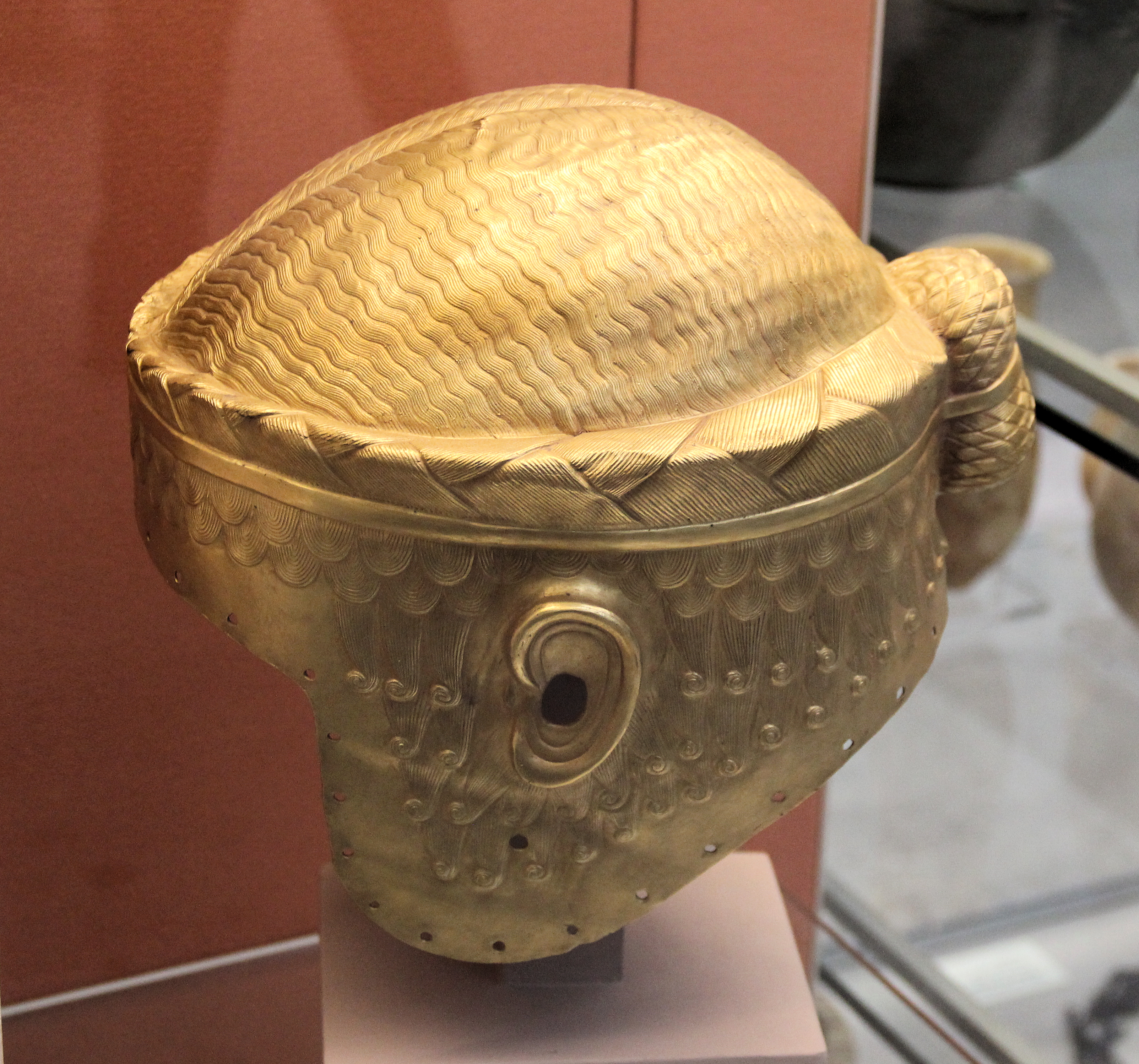
خوذة مسكالامدوغ نسخة من النوع الكهربائي في المتحف البريطاني، الأصلية موجودة في المتحف العراقي، بغداد

بدأت العملية في عام 1922 من خلال حفر خنادق تجريبية، لكي يتمكن وولي من الحصول على فكرة عن تخطيط المدينة القديمة. في أحد الخنادق حيث لم يتم اكتشاف شيء في البداية، قرر عالم الآثار ليونارد وولي التعمق أكثر. هناك، تم العثور على مزهريات الطين، والحجر الجيري، والأشياء البرونزية الصغيرة والخرزات المتنوعة. اعتقد وولي أنه ربما كانت هناك حبات ذهبية، ولغري العمال لاستعادتها منهم عندما وجدوا، قدم وولي مبلغاً من المال - مما أدى إلى اكتشاف حبات الذهب بعد أن أعاد العمال شراءها من صائغ الذهب الذي باعوه إياها.

## الموقع

### بوابي

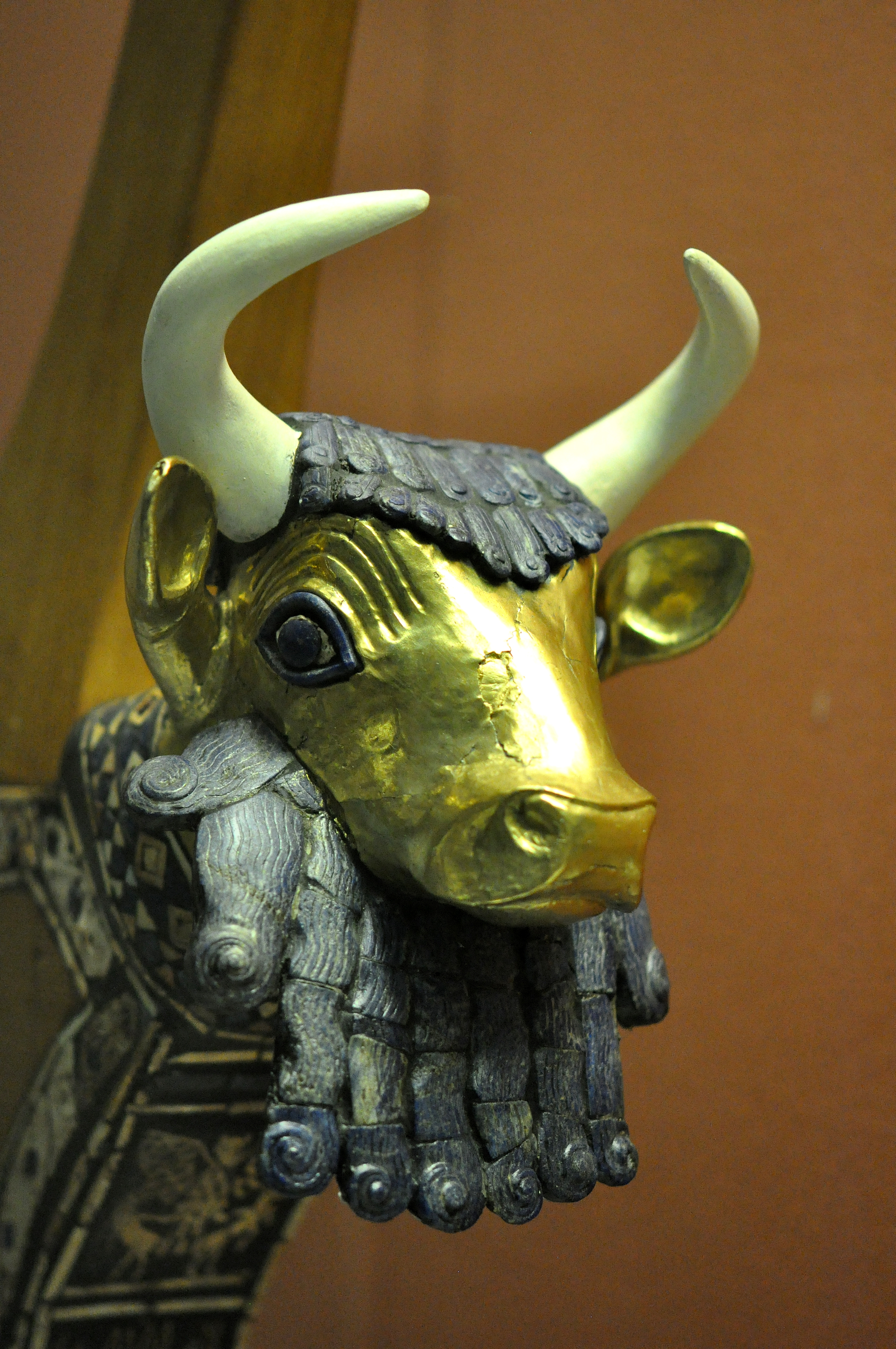
قيثارة من رأس ثور من قبر ملكة بوابي. (المتحف البريطاني)

وعلى النقيض من حفرة الموت الكبرى، فقد نجت إحدى المقابر الملكية في أور بالكامل تقريبًا، ويرجع ذلك على وجه الخصوص إلى كنوزها التي تركت سالمة إلى حد كبير على جسد السلالة الملكية. ينتمي هذا الجسد إلى الملكة بوابي وكان من السهل التعرف عليه بسبب مجوهراتها المصنوعة من خرز الذهب والفضة واللازورد والعقيق والعقيق. ومع ذلك، فإن أكبر القرائن التي تشير إلى لقبها كملكة كان الختم الأسطواني الذي يحمل اسمها على النقش وتاجها، المصنوع من طبقات من الزخارف الذهبية على شكل أنماط نباتية معقدة. مرة أخرى، اكتشف وولي منحدرًا ترابيًا يؤدي إلى حفرة الموت في المقبرة المحفوظة جيدًا، والتي كانت مساحتها اثني عشر × أربعة أمتار تقريبًا، وعثر على مجموعة من الجثث تراوحت بين رجال مسلحين ونساء يرتدين أغطية للرأس مع تفاصيل دقيقة. وفي نزوله نحو الحفرة، وجد آثارًا لحصير القصب، وقد غطت القطع الأثرية والجثث لتجنب ملامسة التربة التي ملأت القبر الملكي. وعلى عمق مترين تحت مستوى الحفرة، توجد حجرة قبر مبنية من الحجر، وليس لها باب في جدرانها، وكان مدخلها الوحيد هو من خلال سقفها. وبمجرد دخولها، وجدت أربع جثث داخل القبر، ولكن من الواضح أن أهمها كان جثة الملكة.

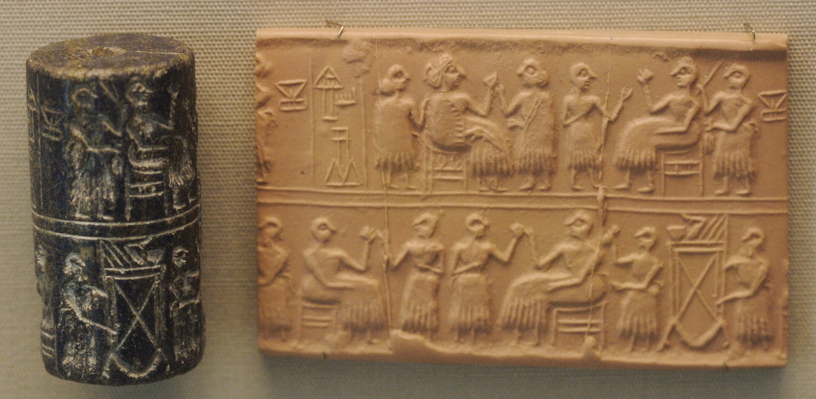
الختم الأسطواني الخاص بملكة بوابي

### ممارسات الدفن
خضعت الجثث في المقبرة الملكية لممارسات دفن معينة. في المقابر، يتم الدفن الأولي داخل حجرة القبر عادة برفقة الحاضرين. ويتم أيضًا دفن المزيد من الجثث أو الضحايا، غالبًا في غرف منفصلة، أو في «حفر الموت» - وهي محاكم مفتوحة غائرة، وهو الأمر الأكثر شيوعًا. يمكن أن تتراوح كمية الجثث التي تم التضحية بها في المقبرة الواحدة من ستة إلى ما بين سبعين وثمانين جثة. عادة ما يكون الحاضرون مستلقين في صفوف مرتبة داخل حفر أو غرف الموت. ليس من المعروف تمامًا ما إذا كان الحاضرون قد ماتوا بهذه الطريقة أم تم وضعهم بعد الموت. كان الجسد الرئيسي يوضع دائمًا على حصيرة مصنوعة من القصب والتي تبطن أيضًا أرضية وجدران الحفرة التي يوجد بها الحاضرون. في بعض المقابر يتم ترتيب الجثث بطرق محددة للغاية. عثر على بعض المقابر بها هياكل عظمية لذكور مع خوذات ورماح متمركزة أمام المدخل كحراس ثم تحتوي على مرافقات بالداخل.
ليس من المعروف على وجه اليقين من هم المدافن الأولية ولكن من المفترض عمومًا أنهم ملوك. من المحتمل أن يكون شاغلوها مرتبطين إما بالدم أو الزواج. بالإضافة إلى ذلك، هناك القليل من الأدلة النصية المتاحة لشرح المقابر في المقبرة وممارسات الناس، ولكن يُعتقد أن دفن الملوك كان يتألف من احتفالات متعددة الأيام. تحتوي بعض الجثث على أدلة على التسخين أو التدخين، وهو ما قد يكون محاولة للحفاظ على الجثث لتستمر طوال الحفل. بالإضافة إلى ذلك، عثر على الزئبق في بعض الجماجم مما قد يشير أيضًا إلى محاولة الحفاظ عليها. وتقام الموسيقى والنحيب والولائم بالإضافة إلى الدفن مع إمكانية انضمام الحاضرين. وفي الجزء الأول من المراسم يوضع الجسد في القبر مع القرابين، ثم يُختم بالطوب والحجر. وفي الجزء التالي من الحفل، امتلأت حفر الموت بالحراس والحاضرين والموسيقيين والحيوانات، مثل الثيران والحمير.
كيف انتهى الأمر بدفن الحاضرين مع العائلة المالكة غير معروف إلى حد ما. جميع الجثث مرتبة بطريقة منظمة وتبدو سلمية. أغطية الرأس المتقنة التي ترتديها النساء غير منزعجة مما يدعم افتراض أنهن كن مستلقين أو جالسات عند وفاتهن. اعتقد وولي في البداية أن الحاضرين كانوا تضحيات بشرية وقتلوا لإظهار قوة الملوك وتقديمهم في عرض عام. وتكهن لاحقًا بأن الحاضرين تناولوا السم طوعًا لمواصلة خدمة رؤوسهم في الموت. عثر على كل مرافق مع كوب صغير بالقرب منه يمكنهم شرب السم منه. من الممكن أن يكون السم مسكنًا وسبب الوفاة هو الاختناق بسبب إغلاق الغرفة. وقد وجدت بعض الأبحاث أن بعض الجماجم قد تعرضت لصدمة حادة مما يشير إلى أنهم قُتلوا قسراً بدلاً من خدمة رؤسائهم في الموت طوعاً.

## بضائع القبر
المقبرة في أور تحتوي على أكثر من 2000 المدافن جنباً إلى جانب العناصر الثمينة. العديد من القطع أتت من عدد محدود من المدافن الملكية. ومن المحتمل أن العديد من هذه السلع قد استوردت من مختلف المناطق المحيطة بالمنطقة بما في ذلك أفغانستان ومصر ووادي السند. واختلفت الأشياء ذات الأهمية من الأختام الأسطوانية، والمجوهرات، والأعمال المعدنية، إلى الفخار، والآلات الموسيقية، وأكثر من ذلك.

### أختام أسطوانية
غالبًا ما كانت الأختام الأسطوانية التي عثر عليها بين المقتنيات الجنائزية في مقبرة أور مكتوبًا عليها أسماء المتوفيين. عثر المنقبون على ثلاثة أختام أسطوانية بالقرب من بقايا الملكة بوابي، أحدها مكتوب باسمها بالخط المسماري.

### المجوهرات والمعادن

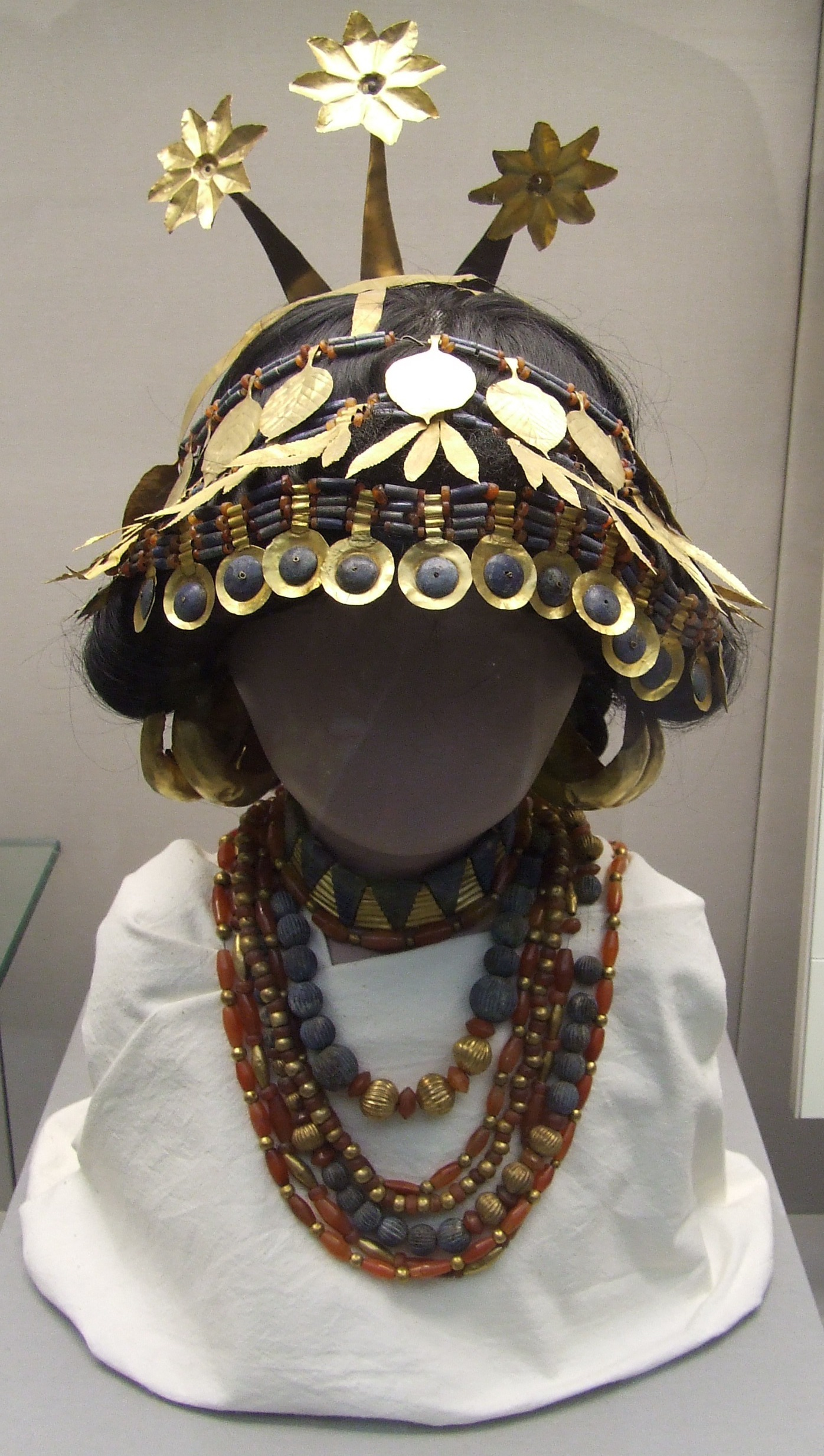
تم العثور على قلادات رأس سومرية أعيد بناؤها في مقبرة بوابي، موجودة الآن في المتحف البريطاني

### كبش في دغل

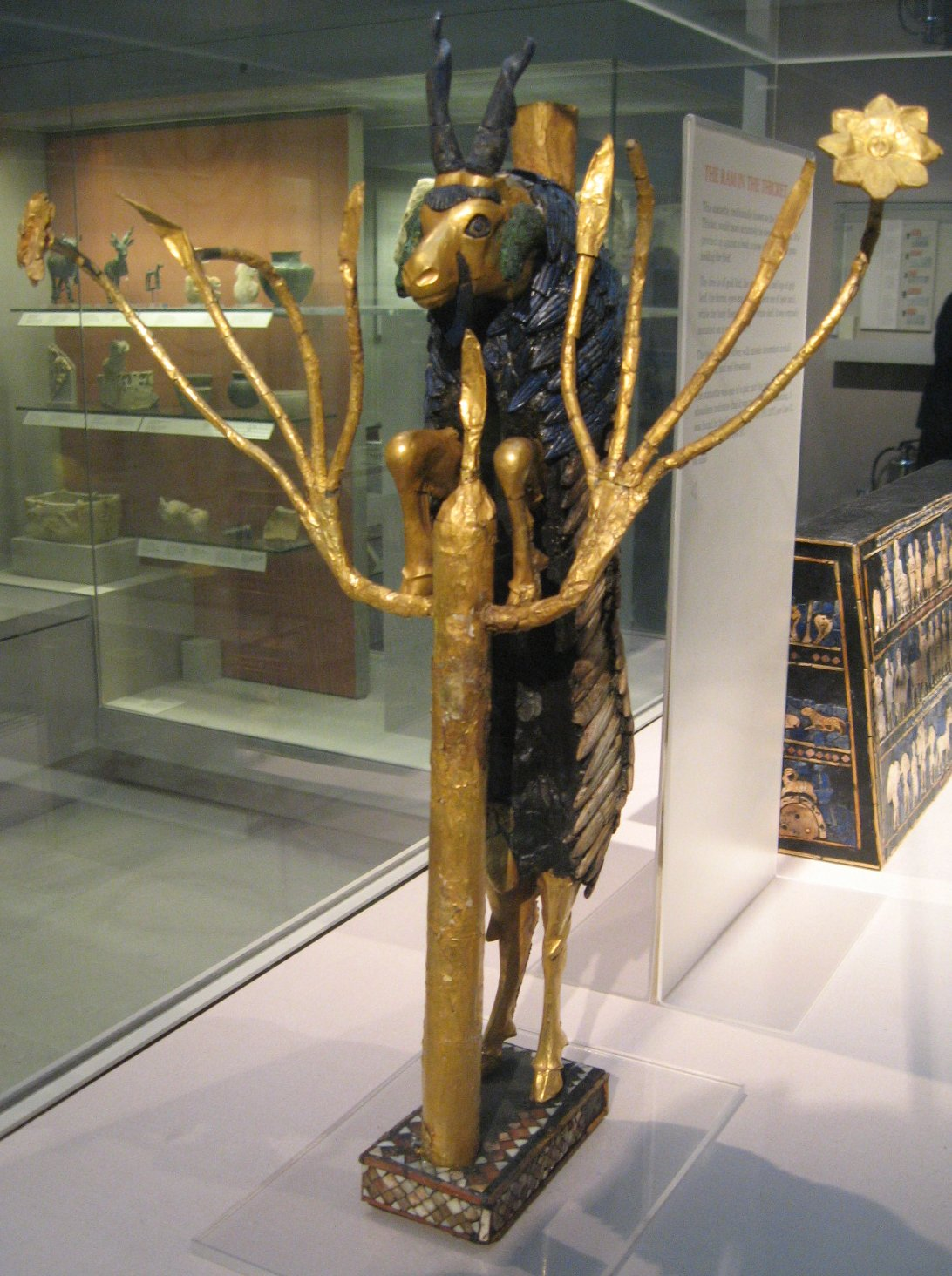
كبش في دغل

### لوحة الحرب والسلم

لوحة الحرب و السلم

## في الوقت الحاضر

### نظريات جديدة
تحليل نتائج السير ليونارد وولي أدت إلى نظريات جديدة بشأن المقابر الملكية.

### الدولة من المقابر الملكية
نهبت المواقع الأثرية كان شائع الحدوث في عهد صدام حسين، الذي أعلنت حكومته إنها  جريمة عقوبتها الإعدام. خلال الحرب على العراق، ومع ذلك، حوادث السرقة حدثت على نحو أكثر تواتراً. وكامل المواقع الأثرية قد دمرت، مع ما يصل إلى عشرات الآلاف من ثقوب حفرت من قبل اللصوص.
«المقبرة الملكية في أور»، مع ذلك، ظلت إلى حد كبير مُحافظٌ عليها. الموقع يقع في حدود قاعدة الإمام علي الجوية، التي تسيطر عليها قوات الحلفاء. كان تضررت خلال حرب الخليج الأولى، عندما قصفت القاعدة الجوية. ونتيجة لذلك في عام 2008 فريق من العلماء، بما في ذلك اليزابيث ستون من جامعة "ستوني بروك"، وجدت أن جدران المقابر الملكية كانت في بداية الانهيار. تدهور تم تسجيله أيضاً في النتائج التي وجدها الفريق، بسبب الاحتلال العسكري.
الإهمال، مع ذلك، نوه إلى معظم الأضرار في الموقع. الحجر وذكرت لمدة 30 عاماً  «العراق دائرة الآثار» تفتقر إلى موارد تفتيش بشكل صحيح والحفاظ على الموقع، جنباً إلى جنب مع الآخرين أن فريق بحث. ونتيجة لذلك، مواقع مثل المقبرة الملكية في أور قد بدأت في التآكل.
في أيار / مايو 2009، «مجلس الدولة العراقي للآثار» استعاد السيطرة على الموقع، والمساعدة في الحفاظ على الموقع القديم.

## معرض صور

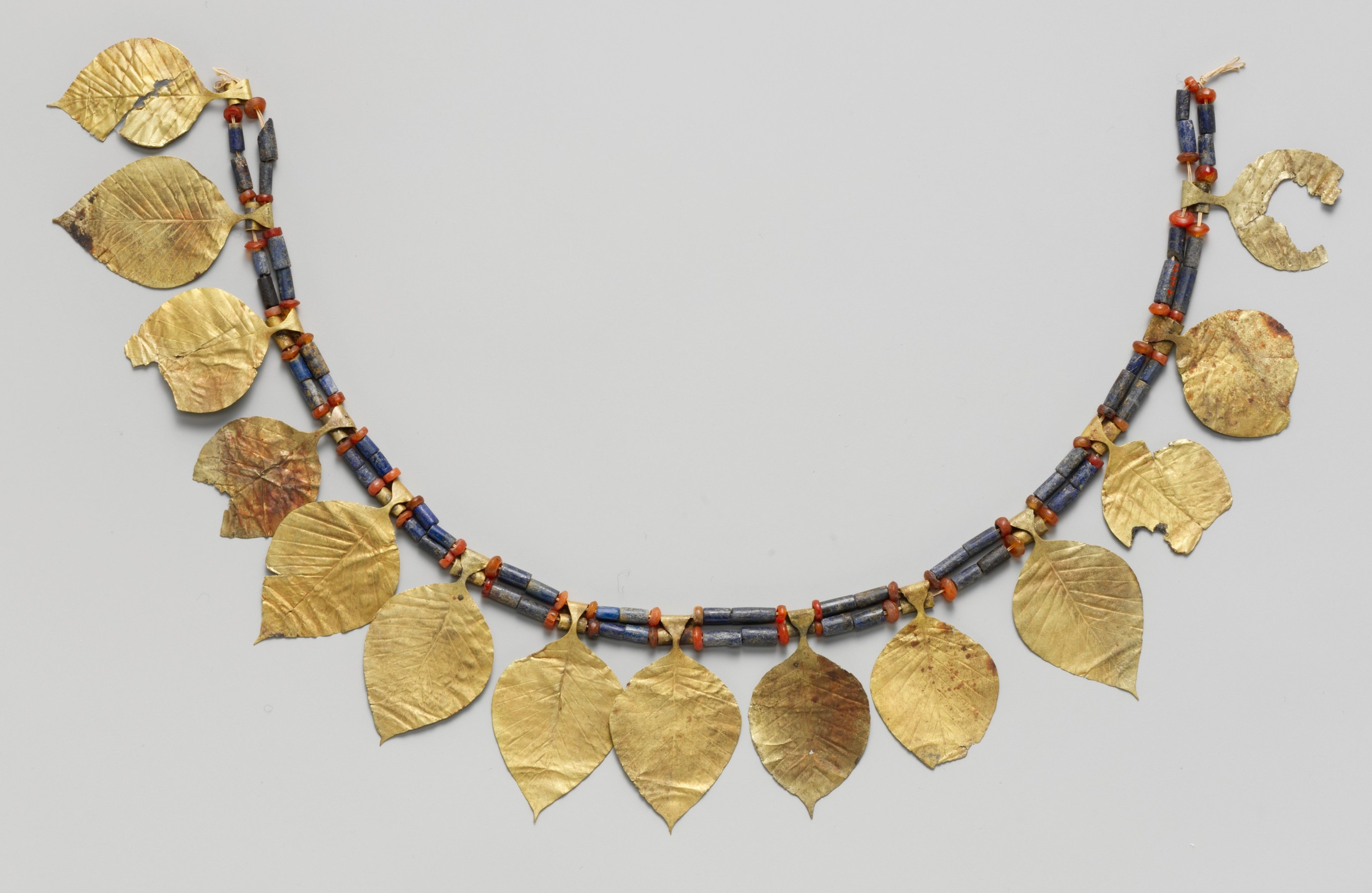
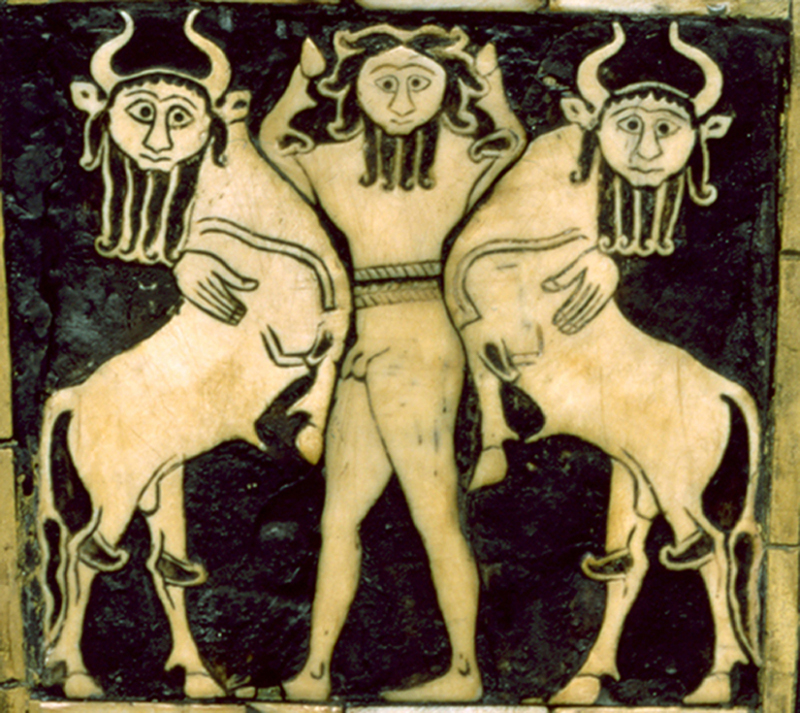
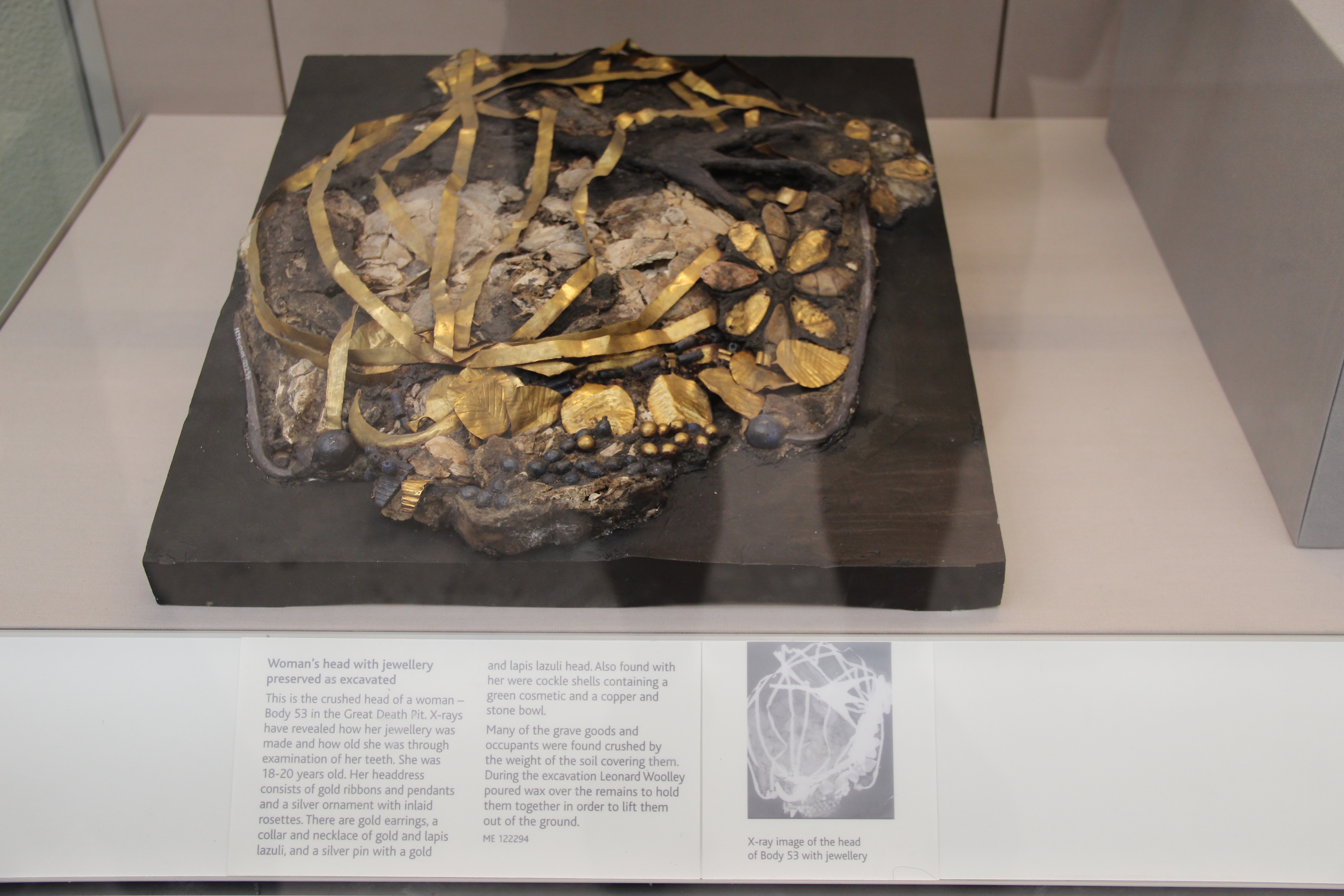
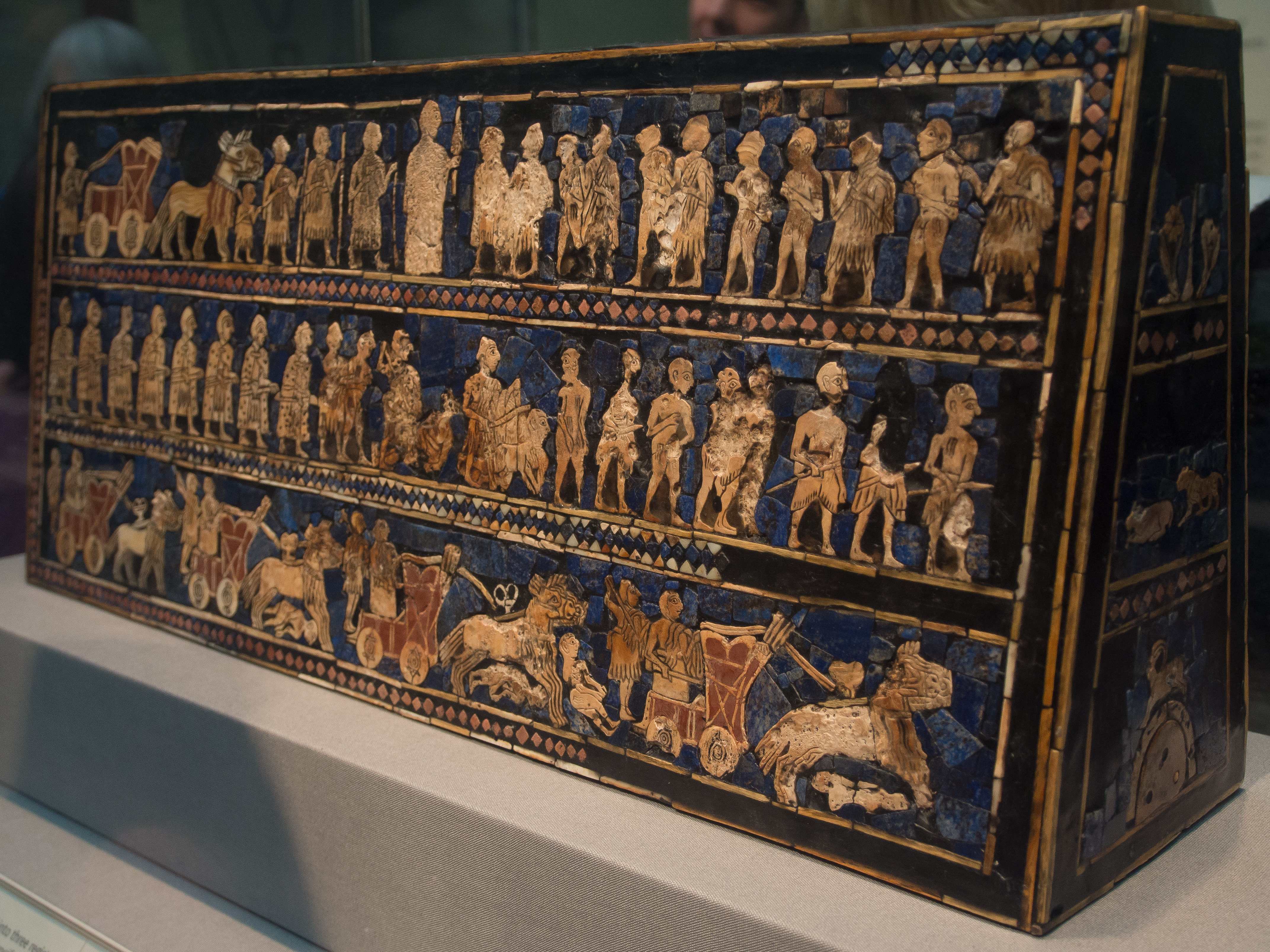
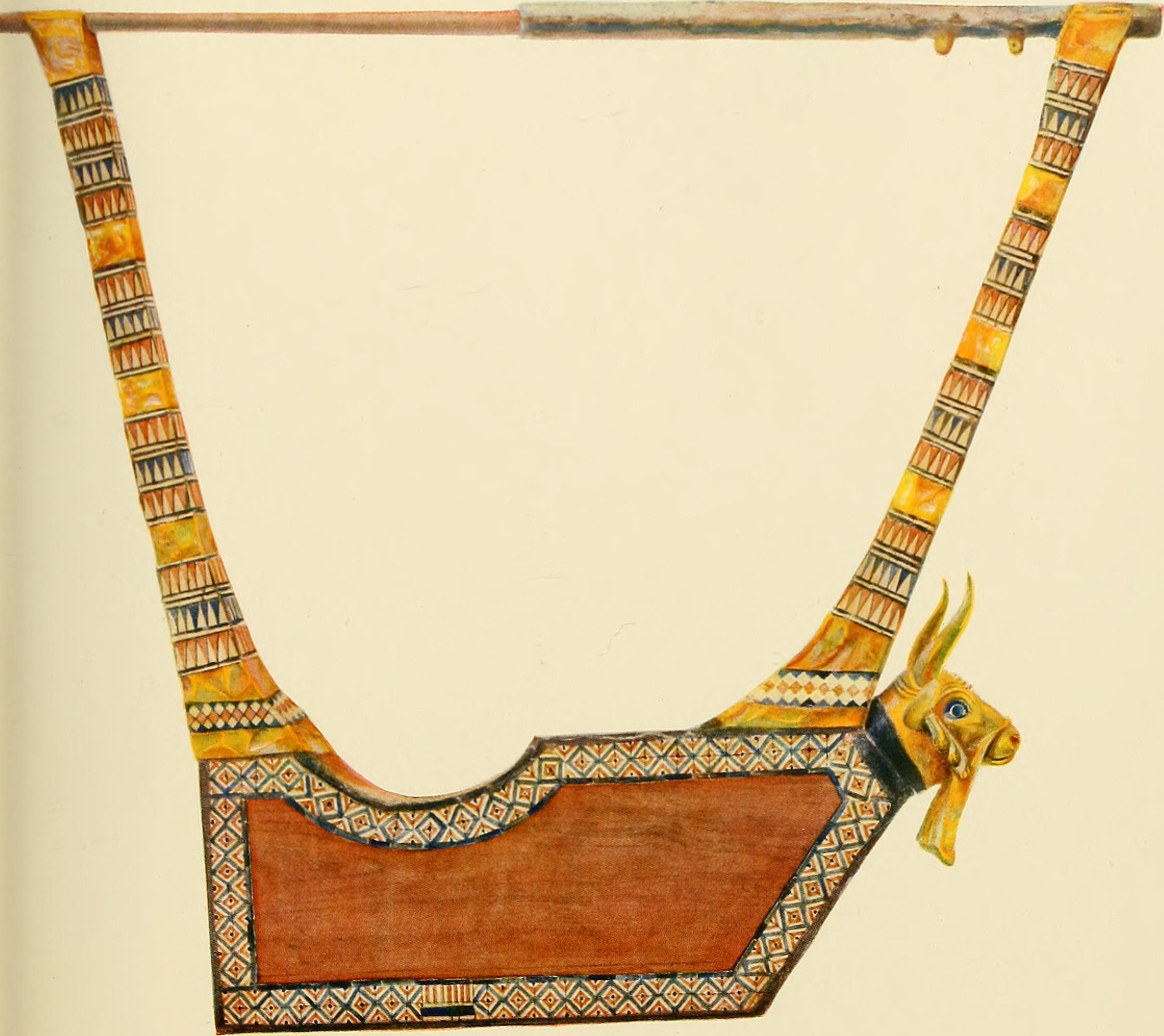